# Freya Murray
Freya Murray-Ross (ur. 20 września 1983 w Edynburgu) – brytyjska lekkoatletka, specjalistka od długich dystansów.

## Osiągnięcia
- złoty medal mistrzostw Europy w przełajach (drużyna juniorek, Medulin 2002)
- 37. miejsce w biegu indywidualnym na 8 km podczas przełajowych mistrzostw świata (Bydgoszcz 2010)
- drużynowe mistrzostwo Europy w biegu przełajowym (Velenje 2011)
- 44. lokata podczas igrzysk olimpijskich (bieg maratoński, Londyn 2012)

Reprezentowała Wielką Brytanię na wielu dużych międzynarodowych imprezach m.in. w halowym pucharze Europy oraz na mistrzostwach świata w biegach przełajowych.

## Rekordy życiowe
- bieg na 1500 metrów – 4:15,85 (2005)
- bieg na 3000 metrów – 9:08,97 (2009)
- Bieg na 5000 metrów - 15:26,5 (2010)
- bieg na 10 000 metrów – 32:23,44 (2010)
- Bieg na 10 kilometrów – 32:28 (2009)
- bieg na 1500 metrów (hala) – 4:16,29 (2006)
- bieg na 3000 metrów (hala) – 9:19,45 (2004)